# Западная Лица (пункт базирования)
Западная Лица — пункт базирования Северного флота ВМФ ВС России.
Пункт базирования располагается в Мурманской области, на одноимённой губе. Находится в 45 километрах от государственной границы с Норвегией.
Включает 4 части: Малая Лопаткина губа, Андреева губа, Большая Лопаткина губа и Нерпичья губа. Малая Лопаткина губа была освоена первой и являлась портом приписки первой советской атомной подводной лодки К-3 «Ленинский комсомол».
Начиная с 1960-х годов в Западной Лице базировались дивизии подводных лодок 1-й флотилии.

## История ПБ
В конце 1950-х годов возникла необходимость создания на Северном флоте места базирования для создающегося атомного подводного флота. 30 апреля 1957 года на берег бухты высадился изыскательский отряд для проведения топографической съёмки местности и изучения окрестностей. Отрядом руководил А. М. Александрович. В нескольких километрах от берега была найдена ровная площадка, которая была выбрана для строительства посёлка. Изыскательские работы были завершены к концу 1957 года, а генеральный план застройки был утверждён в 1958 году.
Единственным гарнизонным городом является Заозёрск (Североморск-7, с начала 1980-х Мурманск-150). Численность населения по состоянию на 2007 год 13,3 тысяч человек. В момент расцвета базы его население доходило до 30 тысяч человек. Городок расположен в четырёх километрах от губы Большая Лопаткина. Строительство начато в 1958 году. К Заозёрску ведёт автомобильная дорога с твёрдым покрытием, ответвляющаяся от шоссе Печенга — Никель в нескольких километрах западнее реки Западная Лица. Велось строительство железнодорожной ветки, но строительство не завершено.
На территории ПБ расположены: губа Малая Лопаткина, губа Большая Лопаткина и губа Нерпичья. В губе Андреевой находится береговая ракетно-техническая база. Общая протяжённость береговых сооружений около 20 600 метров. С момента создания Западная Лица являлась местом базирования новых поколений многоцелевых и стратегических атомных подводных лодок. Здесь же базировались экспериментальные АПЛ К-222 проекта 661 «Анчар», К-27 проекта 645 ЖМТ, К-278 «Комсомолец» проекта 685 «Плавник».

### Губа Малая Лопаткина
В конце 1950-х годов были оборудованы сооружения в губе Малая Лопаткина. Здесь базировалась и проходила испытания под руководством академика Александрова первая советская атомная подводная лодка К-3 «Ленинский комсомол». В июле (по некоторым источникам в июне) 1961 года 206-я отдельная бригада подводных лодок была преобразована в 1-ю флотилию подводных лодок. В её составе были созданы 3-я дивизия и 31-я дивизия — первые дивизии атомных подводных лодок ВМФ СССР. В состав 3-й дивизии вошли АПЛ проекта 627А с базированием в губе Малая Лопаткина, в состав 31-й дивизии вошли АПЛ проекта 658, плавбаза «Двина» и две плавказармы ПКЗ-104 и ПКЗ-71. Через несколько лет дивизия перебазировалась в Гаджиево и вошла в состав 12-й эскадры, а затем - 3-й флотилии. В это же время на губу Малая Лопаткина начинает базироваться новообразованная 11-я дивизия подводных лодок, имевшая на вооружении ПЛАРК проекта 675.
После завершения строительства сооружений пункта базирования в губе Большая Лопаткина в первой половине 1960-х годов лодки переведены туда, а губа Малая Лопаткина использовалась для ремонта кораблей. Здесь была расположена причальная линия, состоящая из пяти пирсов, и плавучий ремонтный завод.

### Губа Лопаткина
Второй стадией строительства стала губа Большая Лопаткина, находящаяся в двух километрах выше по заливу от губы Малая Лопаткина. Является самым крупным объектом базирования АПЛ.
Сюда переведена из губы Малая Лопаткина 11-я дивизия подводных лодок с АПЛ проекта 675, затем проекта 670, проекта 949. По состоянию на 2025 год дивизия продолжает базироваться на губу Большая Лопаткина и имеет на вооружении АПЛ проекта 949А и проекта 885.
В губе Большая Лопаткина расположена причальная линия, состоящая из 8 пирсов. Для технического обслуживания АПЛ ранее здесь также находился плавучий док.

### Губа Нерпичья
Строительство сооружений в губе Нерпичьей, расположенной в глубине бухты, было завершено во второй половине 1960-х годов. В 1972 году сюда из губы Малая Лопаткина была переведена 7-я дивизия подводных лодок из АПЛ проекта 675. К концу 1973 года в её состав входило 14 лодок, 5 плавказарм и один торпедолов.
В 1977 году начата реконструкция с целью создания объектов для АПЛ проекта 941 «Акула». Работы длились четыре года. Была создана специальная причальная линия и пирсы которые должны были обеспечивать лодки в пункте базирования всеми видами энергоресурсов. Для доставки самых крупных в истории БРПЛ Р-39 к губе Нерпичьей строилась железнодорожная ветка. Однако в силу ряда причин ветка так и не была достроена, а пирсы не обеспечивали лодки энергоресурсами, использовались как простые причальные. В 1980—1981 годах сюда была переведена 18-я дивизия подводных лодок, до конца 1990-х годов принявшая от промышленности все АПЛ проекта 941 — ТК-208, ТК-202, ТК-12, ТК-13, ТК-17, ТК-20.

### Губа Андреева
В пяти километрах от Заозёрска находится техническая база в губе Андреева. Это один из самых крупных объектов Северного флота по хранению отработанного ядерного топлива (ОЯТ). Общая площадь занимает около 2 гектаров. В состав сооружений базы входят пирс для выгрузки ОЯТ, технологический причал, береговой кран грузоподъёмностью 40 тонн, пункт санитарной обработки персонала, хранилища жидкого и твёрдого отработанного топлива.

## Подводные лодки, базирующиеся в Западной Лице
11-я дивизия подводных лодок
- К-410 «Смоленск», К-266 «Орёл» (949А «Антей»)
- К-560 «Северодвинск»[9] (885 «Ясень»)
- К-561 «Казань», К-564 «Архангельск» (885М «Ясень»).